# Лебединський Олександр Гнатович
Олександр Гнатович Лебединський (рос. Александр Игнатьевич Лебединский; 7 січня 1913 — 8 вересня 1967) — радянський астрофізик.

## Біографія
Народився в Женеві. Незабаром сім'я переїхала до Сімферополя. У 1932 закінчив Кримський педінститут. У 1935, після закінчення аспірантури при Ленінградському університеті, став співробітником обсерваторії університету, з 1938 — доцент, з 1948 — професор кафедри астрофізики університету. З 1953 — професор Московського університету.

## Внесок у науку
Наукові праці присвячені різним проблемам астрофізики і геофізики, дослідженню космічного простору та конструюванню астрономічної апаратури. Один з піонерів магнітогідродинаміки. Спільно з Л. Е. Гуревичем обґрунтував можливість виникнення динамо-ефекту в сонячній атмосфері. Досліджував проблему спалахів нових зірок у рамках моделі теплового ядерного вибуху зірки-карлика в результаті гравітаційного стиснення. Багато уваги приділяв питанням космогонії. Спільно з Л. Є. Гуревичем розглянув різні етапи процесу перетворення газопилової хмари в планети. У роботах з зоряної космогонії висловив низку важливих ідей про гравітаційну конденсацію і динаміку зоряних систем, розглянув фізичні процеси, що протікають в дифузних туманностях. Був одним із перших у СРСР дослідників полярних сяйв. У 1948–1950 організував ряд комплексних експедицій у райони Крайньої Півночі для вивчення полярних сяйв.
Створив оригінальну апаратуру для автоматичної безперервної реєстрації неба фотокамерами і отримання спектрів всього неба. Апаратура подібного типу використовувалася для патрулювання неба в Арктиці та Антарктиці під час Міжнародного геофізичного року, і в результаті було отримано цінний науковий матеріал. Брав участь у створенні апаратури для спектрофотометричних досліджень планет із супутників і міжпланетних автоматичних станцій. За допомогою цієї апаратури з 1964 на супутниках серії «Космос», автоматичних міжпланетних станціях серії «Зонд» і автоматичних місячних станціях серії «Луна» було отримано великий експериментальний матеріал. Брав участь в обробці панорамних знімків місячної поверхні, отриманих автоматичною станцією «Луна-9». У 1947 брав участь в експедиції зі спостереження сонячного затемнення в Бразилії, розробив для цієї мети спеціальний багатоканальний спектрограф.